# Кубок европейских чемпионов по регби
Кубок европейских чемпионов по регби (англ. European Rugby Champions Cup) — одно из двух крупнейших ежегодных соревнований по регби-15 среди европейских клубов. В турнире участвуют клубы, представляющие Премьер-лигу, Топ 14 и Про14. Турнир проводится организацией «Европейское профессиональное клубное регби» (EPCR).
До 2014 года самым престижным европейским клубным соревнованием был Кубок Хейнекен. Однако в связи с недовольством валлийских, английских и французских клубов турнир прекратил своё существование. В апреле 2014 года было объявлено о передаче полномочий от ERC (организаторы Кубка Хейнекен) к EPCR. Новые организаторы приняли решение сменить название, формат и заключить новые телевизионные сделки.
Наибольшее число раз — по четыре — в главном клубном турнире Европы побеждали «Тулуза» и «Ленстер». Действующий чемпион — Сарацины, в финале 2019 года обыгравшие победителя 2018 «Ленстер».

## История

Логотип Кубка Хейнекен, предшественника Кубка европейских чемпионов.

### Кубок Хейнекен

#### Первые розыгрыши: 1995—1998
В 1995 году Международный совет регби снял все ограничения по оплате труда спортсменов, сделав этот вид спорта профессиональным. Чуть позже с инициативой создания международного клубного турнира выступил комитет Пяти наций, в который входили регбийные союзы Англии, Ирландии, Уэльса, Франции и Шотландии. К участию в соревновании было приглашено 12 клубов из Ирландии, Италии, Румынии, Франции и Уэльса, а английские и шотландские команды от участия отказались. Перед началом турнира команды были разделены на четыре группы по три, из которых в полуфинал попадали только победители. Первый матч прошёл 31 октября 1995 года в румынской Констанце, где местный «Фарул» потерпел сокрушительное поражение со счётом 10:54 от французской «Тулузы». За исторической встречей наблюдала лишь горстка зрителей, а клубы из Румынии к участию в Кубке больше не допускались. В финальном матче на «Кардифф Армс Парк» встретились «Тулуза», которая без особых проблем в полуфинале прошла «Суонси» (30:3), и «Кардифф», обыгравший «Ленстер» (23:14). Преимущество своего поля валлийцам не помогло, и в крайне напряжённом овертайме победу праздновала французская команда, а решающий штрафной на последних секундах забил Кристоф Дило.
Уже следующий сезон принёс изменения в формат проведения Кубка Хейнекен. Количество команд было расширено до 20 за счёт английских и шотландских клубов. Кроме того, организатор создал второй турнир — Европейский кубок вызова, предназначенный для более слабых команд. На этот раз команды разделили по пять в четыре группы, а выход в плей-офф теперь гарантировали занявшим первые и вторые места. Без поражений до решающего матча, который вновь состоялся в Кардиффе, прошли только «Лестер Тайгерс» и «Брив Коррез». Первая половина встречи прошла в упорной борьбе и закончилась со счётом 8:6 в пользу французов, которые во втором тайме занесли три попытки, причём Себастьян Карра сделал дубль, став лучшим бомбардиром состязания с 10 попытками. Англичане не смогли найти ответ на скоростные проходы защитников соперника и потерпели поражение со счётом 28:9 на глазах у 41 тысячи зрителей.
Перед началом сезона 1997/98 формат вновь претерпел изменения. Количество матчей группового этапа увеличилось с 4 до 6 за счёт введения домашний и гостевых встреч, что позволило привлечь вместо 350 тысяч зрителей уже более 500 тысяч. Кроме того право выхода в плей-офф получила команда, ставшая лучшей среди занявших третьи места, а сама схема стала сложнее за счёт добавления квалификационных встреч между вторыми в группах и единственной третьей. На этот раз финал прошёл во Франции, на стадионе «Парк Лескюр» в Бордо. В решающем матче сыграли защищавший титул «Брив» и английский «Бат», которые до этого дважды встретились в группе (счёт по сумме матчей составил 1:1). Игра куда больше напомнила о первом финале, нежели о втором, — англичане выиграли с преимуществом в одно очко за счёт действий Джона Колларда, который заработал все 19 очков «Бата» (попытка, реализация и четыре штрафных).
Сразу же после этого английские команды отказались от участия в Кубке из-за протеста против слишком плотного графика игр, а их недовольство нашло поддержку у валлийских «Кардиффа» и «Суонси». Организаторы не стали приглашать участников из других чемпионатов или увеличивать квоты для уже участвовавших наций и разделили 16 команд по четыре в группу. В трёх из них первые места заняли французские клубы и в полуфинале кроме трёх участников из этой страны остался лишь ирландский «Ольстер». Решающий матч прошёл на «Лэнсдаун Роуд» при полном аншлаге, поскольку там ольстерцы были формальными хозяевами в противостоянии с «Коломье». Регбисты из пригорода Тулузы не смогли ничего противопоставить ирландской команде, чей бьющий Саймон Мейсон успешно исполнил 6 штрафных, а Дэвид Хамфрис установил окончательный счёт 21:6.

#### Развитие: 1999—2004
В 1999 году английские клубы вновь начали участвовать в розыгрыше Кубка Хейнекен. Кроме того, были сдвинуты сроки проведения матчей: если раньше весь групповой этап проходил за осень, а в декабре и январе разыгрывались игры плей-офф, то теперь календарь стал позволять клубам без особых проблем совмещать выступления и в еврокубках и в домашних первенствах. Розыгрыш начался в конце ноября и к концу января уже были известны победители групп. Матчи на вылет прошли в апреле—мае, финал — 27 мая 2000 года. В решающем матче на «Туикенеме» встретились «Нортгемптон Сэйнтс» и «Манстер». Встреча не вышла особенно результативной: за ирландцев отличился Дэвид Уоллес, который стал первым нападающим в истории турнира, занёсшим попытку, а «Святые» ответили тремя точными штрафными Пола Грейсона. Молодой бьющий «Красной армии» Ронан О’Гара, спустя десятилетие признанный лучшим игроком турнира за всю историю, не сумел реализовать ни одной из четырёх возможностей забить с точки (3 штрафных и реализация). Англичане одержали победу с минимальным преимуществом 9:8, тем самым отпраздновав возвращение в элитный турнир клубов из своей страны.

## Формат проведения

### Квалификация
Ежегодно в турнире принимают участие 20 клубов, 19 из которых квалифицируются автоматически, в зависимости от их выступлений во внутреннем чемпионате:
- Англия: 6 лучших команд Премьер-лиги;
- Франция: 6 лучших команд Топ 14;
- Ирландия, Италия, Уэльс и Шотландия: 7 лучших команд Про12;
  - Право на участие получают лучшие команды Про12 из каждой страны (4 позиции);
  - Оставшиеся места получают лучшие команды Про12, не квалифицировавшиеся по первому критерию (3 позиции).

#### Плей-офф за 20 место
В разные годы последняя путёвка на турнир определялась разными способами:
- В сезоне 2014/15 место разыграли седьмые команды английского и французского чемпионатов, «Лондон Уоспс» и «Стад Франсе». По сумме двух матчей победили англичане с общим счётом 50:35[18].
- В сезоне 2015/16 в плей-офф приняли участие три команды. В первом матче сыграли победитель Европейского кубка вызова «Глостер» и обладатель седьмого места Про12 «Коннахт» (40:32)[19]. Во втором — «Глостер» и обладатель седьмого места Топ 14 «Бордо-Бегль» (22:23)[20].
- В сезоне 2016/17 из-за проведения чемпионата мира место досталось победителю Кубка вызова напрямую[21]. Победителем стал «Монпелье Эро», уже квалифицировавшийся, заняв третье место в Топ 14, поэтому 20 путёвку получил «Бордо-Бегль».
- Начиная с сезона 2016/17 за двадцатое место борются седьмые команды Англии и Франции, а также восьмая и девятая команды Про12[22].

### Основной этап
В рамках группового этапа команды распределяются по пяти группам, по четыре в каждой. В зависимости от выступлений во внутренних турнирах клубы помещаются в четыре корзины, после чего проводится жеребьёвка. Распределение команд по группам случайное, однако только при определении мест для команд четвёртой корзины два клуба из одной страны могут попасть в одну группу. Каждая команда проводит по шесть матчей в группе (дома и на выезде со всеми тремя соперниками), за победу даётся 4 очка, за ничью 2 очка и ни одного за поражение. Клуб может получить по бонусному баллу за занос четырёх и более попыток в одном матче (бонус за атаку) или за поражение с разницей в семь очков и меньше.
В плей-офф выходят восемь команд: пять занявших первые места в группах и три лучших клуба, занявших вторые места. Команды соответственно нумеруются от 1 до 8, а в четвертьфинале встречаются первая и восьмая, вторая и седьмая, третья и шестая, четвёртая и пятая. Домашнее преимущество в полуфинале определяется в зависимости от того, кто победил в четвертьфинальном матче. Стадион, на котором пройдёт финал турнира выбирается заранее. В случае ничьи в матчах плей-офф, к игре прибавляется 10 минут дополнительного времени. В случае, если по их завершении всё ещё ничья, побеждает команда, занёсшая больше попыток. Если и по этому показателю команды равны, то победитель определяется пробитием ряда штрафных с разных точек поля.

## Финалы
| Кубок Хейнекен              | Кубок Хейнекен       | Кубок Хейнекен   | Кубок Хейнекен       | Кубок Хейнекен                   | Кубок Хейнекен |
| Сезон                       | Победитель           | Счёт             | Финалист             | Стадион                          | Посещаемость   |
| --------------------------- | -------------------- | ---------------- | -------------------- | -------------------------------- | -------------- |
| 1995/96 Подробнее           | «Тулуза»             | 21:18 доп. время | «Кардифф»            | «Кардифф Армс Парк», Кардифф     | 21,800         |
| 1996/97 Подробнее           | «Брив»               | 28:9             | «Лестер Тайгерс»     | «Кардифф Армс Парк», Кардифф     | 41,664         |
| 1997/98 Подробнее           | «Бат»                | 19:18            | «Брив»               | «Стад Лескюр», Бордо             | 36,500         |
| 1998/99 Подробнее           | «Ольстер»            | 21:6             | «Коломье»            | «Лэнсдаун Роуд», Дублин          | 49,000         |
| 1999/00 Подробнее           | «Нортгемптон Сэйнтс» | 9:8              | «Манстер»            | «Туикенем», Лондон               | 68,441         |
| 2000/01 Подробнее           | «Лестер Тайгерс»     | 34:30            | «Стад Франсе»        | «Парк де Пренс», Париж           | 44,000         |
| 2001/02 Подробнее           | «Лестер Тайгерс»     | 15:9             | «Манстер»            | «Миллениум», Кардифф             | 74,000         |
| 2002/03 Подробнее           | «Тулуза»             | 22:17            | «Перпиньян»          | «Лэнсдаун Роуд», Дублин          | 28,600         |
| 2003/04 Подробнее           | «Лондон Уоспс»       | 27:20            | «Тулуза»             | «Туикенем», Лондон               | 73,057         |
| 2004/05 Подробнее           | «Тулуза»             | 18:12 доп. время | «Стад Франсе»        | «Мюррейфилд», Эдинбург           | 51,326         |
| 2005/06 Подробнее           | «Манстер»            | 23:19            | «Биарриц»            | «Миллениум», Кардифф             | 74,534         |
| 2006/07 Подробнее           | «Лондон Уоспс»       | 25:9             | «Лестер Тайгерс»     | «Туикенем», Лондон               | 81,076         |
| 2007/08 Подробнее           | «Манстер»            | 16:13            | «Тулуза»             | «Миллениум», Кардифф             | 74,417         |
| 2008/09 Подробнее           | «Ленстер»            | 19:16            | «Лестер Тайгерс»     | «Мюррейфилд», Эдинбург           | 66,523         |
| 2009/10 Подробнее           | «Тулуза»             | 21:19            | «Биарриц»            | «Стад де Франс», Сен-Дени, Париж | 78,962         |
| 2010/11 Подробнее           | «Ленстер»            | 33:22            | «Нортгемптон Сэйнтс» | «Миллениум», Кардифф             | 72,456         |
| 2011/12 Подробнее           | «Ленстер»            | 42:14            | «Ольстер»            | «Туикенем», Лондон               | 81,774         |
| 2012/13 Подробнее           | «Тулон»              | 16:15            | «Клермон»            | «Авива», Дублин                  | 50,148         |
| 2013/14 Подробнее           | «Тулон»              | 23:6             | «Сарацины»           | «Миллениум», Кардифф             | 67,578         |
| Кубок европейских чемпионов |                      |                  |                      |                                  |                |
| Сезон                       | Победитель           | Счёт             | Финалист             | Стадион                          | Посещаемость   |
| 2014/15 Подробнее           | «Тулон»              | 24:18            | «Клермон»            | «Туикенем», Лондон               | 56,662         |
| 2015/16 Подробнее           | «Сарацины»           | 21:9             | «Расинг 92»          | «Парк Олимпик Лионне», Лион      | 58,017         |
| 2016/17 Подробнее           | «Сарацины»           | 28:17            | «Клермон»            | «Мюррейфилд», Эдинбург           | 55,272         |
| 2017/18 Подробнее           | «Ленстер»            | 15:12            | «Расинг 92»          | «Сан-Мамес», Бильбао             | 52,282         |
| 2018/19 Подробнее           | «Сарацины»           | 20:10            | «Ленстер»            | «Сент-Джеймс Парк», Ньюкасл      | 51.930         |
| 2019/20 Подробнее           | «Эксетер Чифс»       | 31:27            | «Расинг 92»          | «Аштон Гейт», Бристоль           | 0              |
| 2020/21 Подробнее           | «Тулуза»             | 22:17            | «Ла-Рошель»          | «Туикенем», Лондон               | 10.000         |
| 2021/22 Подробнее           | «Ла-Рошель»          | 24:21            | «Ленстер»            | «Оранж Велодром», Марсель        | 59.682         |
| 2022/23 Подробнее           | «Ла-Рошель»          | 27:26            | «Ленстер»            | «Авива», Дублин                  | 51.711         |
| 2023/24 Подробнее           | «Тулуза»             | 27:26            | «Ленстер»            | «Тоттенхэм Хотспур», Лондон      | 61.531         |

## Рекорды и статистика

### Клубы
Победители по клубам

| Команда              | Победитель | Финалист | Победитель, сезоны                                   | Финалист, сезоны                   |
| -------------------- | ---------- | -------- | ---------------------------------------------------- | ---------------------------------- |
| «Тулуза»             | 6          | 2        | 1995/96, 2002/03, 2004/05, 2009/10, 2020/21, 2023/24 | 2003/04, 2007/08                   |
| «Ленстер»            | 4          | 4        | 2008/09, 2010/11, 2011/12, 2017/18                   | 2018/19, 2021/22, 2022/23, 2023/24 |
| «Сарацины»           | 3          | 1        | 2015/16, 2016/17, 2018/19                            | 2013/14                            |
| «Тулон»              | 3          | 0        | 2012/13, 2013/14, 2014/15                            |                                    |
| «Лестер Тайгерс»     | 2          | 3        | 2000/01, 2001/02                                     | 1996/97, 2006/07, 2008/09          |
| «Манстер»            | 2          | 2        | 2005/06, 2007/08                                     | 1999/2000, 2001/02                 |
| «Ла-Рошель»          | 2          | 1        | 2021/22, 2022/23                                     | 2020/21                            |
| «Уоспс»              | 2          | 0        | 2003/04, 2006/07                                     |                                    |
| «Брив»               | 1          | 1        | 1996/97                                              | 1997/98                            |
| «Нортгемптон Сэйнтс» | 1          | 1        | 1999/2000                                            | 2010/11                            |
| «Ольстер»            | 1          | 1        | 1998/99                                              | 2011/12                            |
| «Бат»                | 1          | 0        | 1997/98                                              |                                    |
| «Эксетер Чифс»       | 1          | 0        | 2019/20                                              |                                    |
| «Клермон-Овернь»     | 0          | 3        |                                                      | 2012/13, 2014/15, 2016/17          |
| «Биарриц»            | 0          | 2        |                                                      | 2005/06, 2009/10                   |
| «Расинг 92»          | 0          | 3        |                                                      | 2015/16, 2017/18, 2019/20          |
| «Стад Франсе»        | 0          | 2        |                                                      | 2000/01, 2004/05                   |
| «Кардифф»            | 0          | 1        |                                                      | 1995/96                            |
| «Коломье»            | 0          | 1        |                                                      | 1998/99                            |
| «Перпиньян»          | 0          | 1        |                                                      | 2002/03                            |

Победители по странам

| Страна        | Победитель | Финалист | Клубы-победители                                                                                      | Клубы-финалисты |
| ------------- | ---------- | -------- | --- | --- |
| Флаг Франции  | 11         | 16       | «Тулуза» (6), «Тулон» (3), «Брив», «Ла-Рошель» (2)                                                    | «Клермон-Овернь» (3), «Расинг 92» (3), «Биарриц» (2), «Стад Франсе» (2), «Тулуза» (2), «Брив», «Коломье», «Перпиньян», «Ла-Рошель» |
| Флаг Англии   | 10         | 5        | «Лестер Тайгерс» (2), «Лондон Уоспс» (2), «Сарацины» (3), «Бат», «Нортгемптон Сэйнтс», «Эксетер Чифс» | «Лестер Тайгерс» (3), «Нортгемптон Сэйнтс», «Сарацины»                                                                             |
| Флаг Ирландии | 7          | 6        | «Ленстер» (4), «Манстер» (2), «Ольстер»                                                               | «Манстер» (2), «Ленстер» (4), «Ольстер»                                                                                            |
| Флаг Уэльса   | 0          | 1        | | «Кардифф» |

### Игроки

#### Индивидуальные рекорды
Количество матчей:

| Игрок             | Клубы                                                      | Матчи |
| ----------------- | ---------------------------------------------------------- | ----- |
| Ронан О’Гара      | «Манстер»                                                  | 110   |
| Гордон Д’Арси     | «Ленстер»                                                  | 104   |
| Джон Хейс         | «Манстер»                                                  | 101   |
| Питер Стрингер    | «Манстер», «Сарацины»                                      | 101   |
| Доннча О’Каллаган | «Манстер»                                                  | 97    |
| Клеман Пуатрено   | «Тулуза»                                                   | 96    |
| Лео Каллен        | «Ленстер», «Лестер Тайгерс»                                | 92    |
| Натан Хайнс       | «Эдинбург», «Перпиньян», «Ленстер» «Клермон», «Сейл Шаркс» | 87    |
| Шейн Хорган       | «Ленстер»                                                  | 87    |
| Брайан О’Дрисколл | «Ленстер»                                                  | 87    |

Количество очков:

| Игрок            | Клубы                                         | Очки |
| ---------------- | --------------------------------------------- | ---- |
| Ронан О’Гара     | «Манстер»                                     | 1365 |
| Стивен Джонс     | «Лланелли», «Клермон», «Скарлетс»             | 869  |
| Дмитрий Иашвили  | «Биарриц»                                     | 661  |
| Диего Домингес   | «Милан», «Стад Франсе»                        | 645  |
| Оуэн Фаррелл     | «Сарацины»                                    | 596  |
| Дэвид Хамфрис    | «Ольстер»                                     | 564  |
| Джонатан Секстон | «Ленстер», «Расинг 92»                        | 535  |
| Нил Дженкинс     | «Понтиприт», «Кардифф», «Селтик Уорриорз»     | 502  |
| Давид Скрела     | «Коломье», «Стад Франсе», «Тулуза», «Клермон» | 500  |
| Дэн Биггар       | «Оспрейз»                                     | 497  |

Количество попыток:
| Игрок             | Клубы                                                                                            | Попытки |
| ----------------- | ------------------------------------------------------------------------------------------------ | ------- |
| Крис Эштон        | «Нортгемптон Сэйнтс», «Сарацины»                                                                 | 37      |
| Венсан Клер       | «Тулуза»                                                                                         | 36      |
| Брайан О’Дрисколл | «Ленстер»                                                                                        | 33      |
| Дэвид Джеймс      | «Понтиприт», «Лланелли», «Бридженд», «Селтик Уорриорз», «Харлекуинс», «Скарлетс», «Кардифф Блюз» | 29      |
| Томми Боу         | «Ольстер», «Оспрейз»                                                                             | 28      |
| Шейн Хорган       | «Ленстер»                                                                                        | 27      |
| Эндрю Тримбл      | «Ольстер»                                                                                        | 26      |
| Гордон Д’Арси     | «Ленстер»                                                                                        | 26      |
| Джордан Мёрфи     | «Лестер Тайгерс»                                                                                 | 25      |
| Наполиони Нолага  | «Клермон»                                                                                        | 25      |

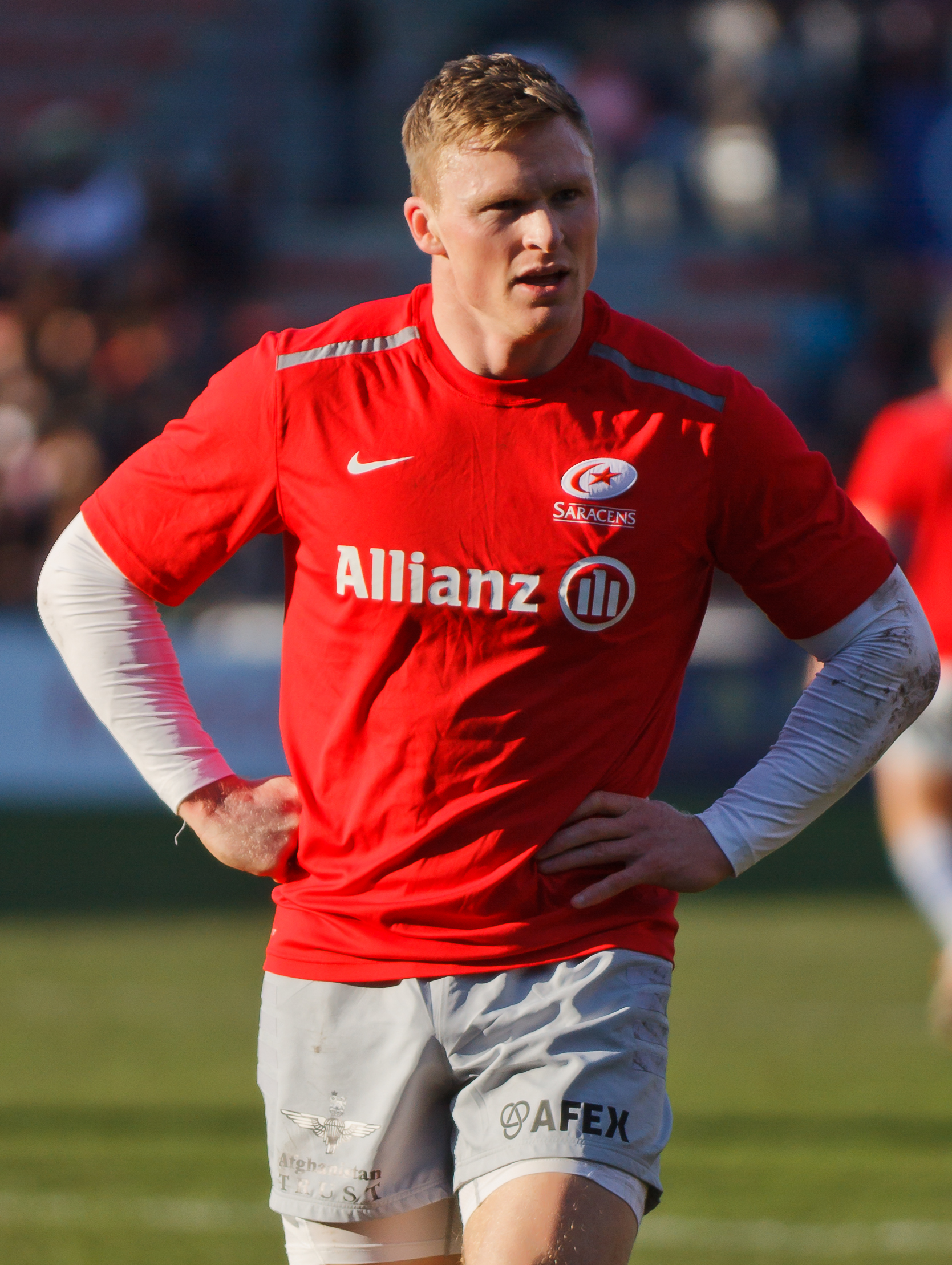
Крис Эштон — рекордсмен турнира по количеству занесённых попыток

Количество голов (реализации и пенальти):

| Игрок            | Клубы                                                | Очки |
| ---------------- | ---------------------------------------------------- | ---- |
| Ронан О’Гара     | «Манстер»                                            | 488  |
| Стивен Джонс     | «Лланелли», «Клермон», «Скарлетс»                    | 313  |
| Дмитрий Иашвили  | «Биарриц»                                            | 235  |
| Диего Домингес   | «Милан», «Стад Франсе»                               | 231  |
| Оуэн Фаррелл     | «Сарацины»                                           | 213  |
| Джонатан Секстон | «Ленстер», «Расинг 92»                               | 187  |
| Нил Дженкинс     | «Понтиприт», «Кардифф», «Селтик Уорриорз»            | 176  |
| Дэн Биггар       | «Оспрейз»                                            | 173  |
| Энди Гуд         | «Лестер Тайгерс», «Сарацины», «Брив», «Лондон Уоспс» | 166  |
| Давид Скрела     | «Коломье», «Стад Франсе», «Тулуза», «Клермон»        | 164  |

#### Игрок года

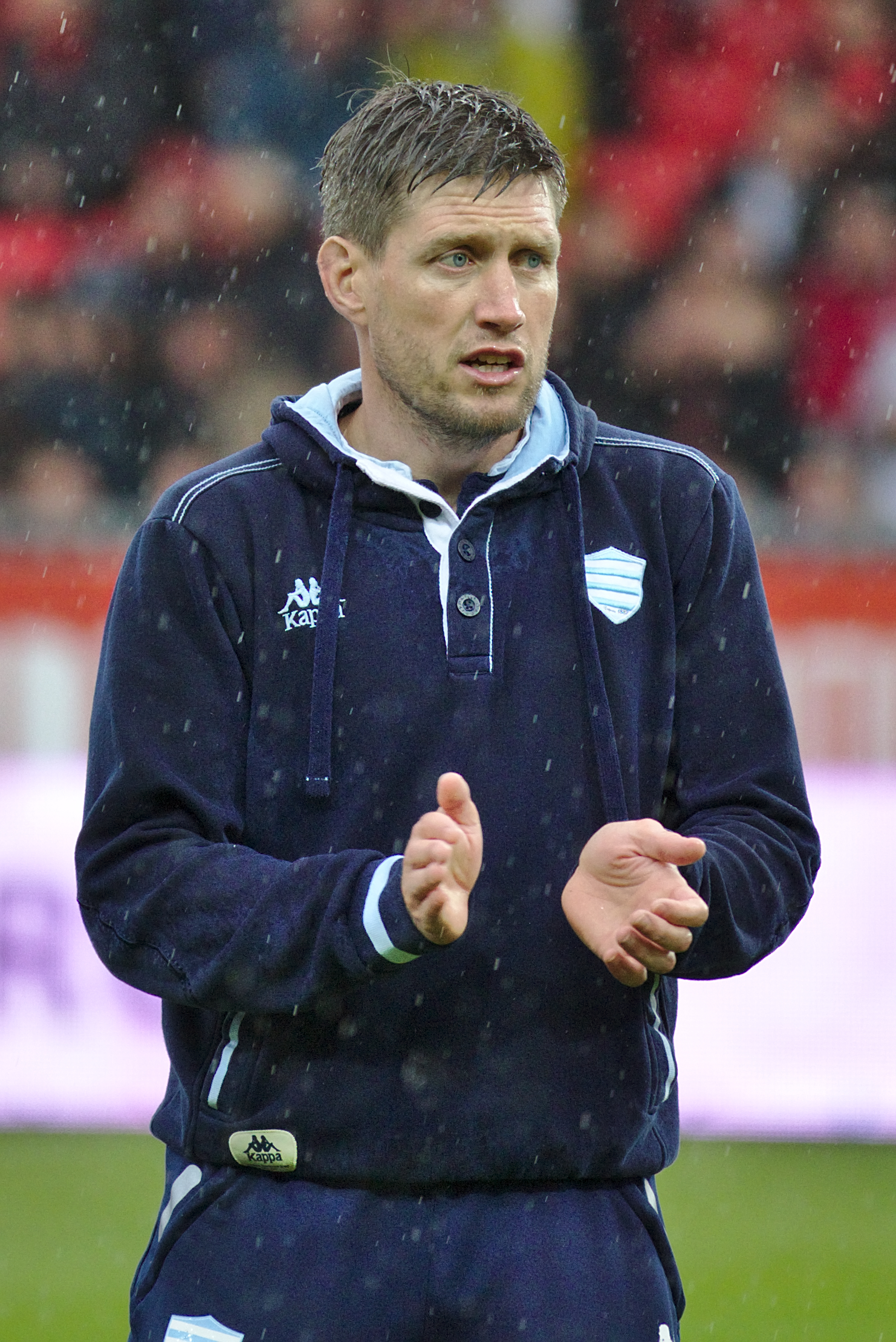
Ронан О’Гара — рекордсмен турнира по количеству матчей, очков и голов; признан лучшим игроком Кубка Хейнекен с 1995 по 2010 годы.

В 2010 году Европейское клубное регби начало вручение награды лучшему игроку игроку континента. Первым обладателем почётного звания стал Ронан О’Гара, тем самым признанный лучшим регбистом турнира за 15 лет его существования. Начиная с сезона 2010/11 специальный комитет составляет длинный список из 15 игроков групповой стадии обоих европейских кубков, а к полуфиналам представляет и короткий список из 5 кандидатов, за которых могут проголосовать болельщики. Лучший игрок объявляется после финалов. Начиная с сезона 2016/17 лучшему игроку Европы вручается также Мемориальный трофей имени Энтони Фоули.
| Обладатели титула игрока года в Европе | Обладатели титула игрока года в Европе | Обладатели титула игрока года в Европе | Обладатели титула игрока года в Европе | Обладатели титула игрока года в Европе |
| Год                                    | Игрок                                  | Клуб                                   | Другие кандидаты | Прим.                                  |
| -------------------------------------- | -------------------------------------- | -------------------------------------- | --- | -------------------------------------- |
| 2010                                   | Ронан О’Гара                           | «Манстер»                              | Нет | [ 29 ]                                 |
| 2011                                   | Шон О’Брайен                           | «Ленстер»                              | Список Иса Насева — «Ленстер» Серджо Париссе — «Стад Франсе» Соане Тонга’уиха — «Нортгемптон Сэйнтс» Джейми Хислип — «Ленстер» | [ 31 ]                                 |
| 2012                                   | Роб Кирни                              | «Ленстер»                              | Список Руан Пиенар — «Ольстер» Джонатан Секстон — «Ленстер» Джонни Уилкинсон — «Тулон» Стивен Феррис — «Ольстер» | [ 32 ]                                 |
| 2013                                   | Джонни Уилкинсон                       | «Тулон»                                | Список Жюльен Боннер — «Клермон Овернь» Ситивени Сививату — «Клермон Овернь» Уэсли Фофана — «Клермон Овернь» Джейми Хислип — «Ленстер» | [ 33 ]                                 |
| 2014                                   | Стеффон Эрмитейдж                      | «Тулон»                                | Список Схалк Бритс — «Сарацины» Жак Бургер — «Сарацины» Джонни Уилкинсон — «Тулон» Крис Эштон — «Сарацины» | [ 34 ]                                 |
| 2015                                   | Ник Абенданон                          | «Клермон Овернь»                       | Список Билли Вунипола — «Сарацины» Фриц Ли — «Клермон Овернь» Джейми Хислип — «Ленстер» Стеффон Эрмитейдж — «Тулон» | [ 35 ]                                 |
| 2016                                   | Маро Итодже                            | «Сарацины»                             | Список Билли Вунипола — «Сарацины» Гийом Гирадо — «Тулон» Вереники Гонева Эллиот Дейли— «Уоспс» Хуан Имхофф — «Расинг 92» Дэн Картер — «Расинг 92» Джек Клиффорд — «Харлекуинс» Джордж Круис — «Сарацины» Джордж Норт — «Нортгемптон Сэйнтс» Чарльз Пиутау — «Уоспс» Джордж Смит — «Уоспс» Томас Уолдром — «Эксетер Чифс» Оуэн Фаррелл — «Сарацины» Стеффон Эрмитейдж — «Тулон» | [ 36 ]                                 |
| 2017                                   | Оуэн Фаррелл                           | «Сарацины»                             | Список Маро Итодже — «Сарацины» Камиль Лопес — «Клермон Овернь» Гарри Рингроуз — «Ленстер» Си-Джей Стендер — «Манстер» | [ 37 ]                                 |
| 2018                                   | Леоне Накарава                         | «Расинг 92»                            | |                                        |
| 2019                                   | Алекс Гуд                              | «Сарацины»                             | |                                        |
| 2020                                   | Сэм Симмондс                           | «Эксетер Чифс»                         | |                                        |
| 2021                                   | Антуан Дюпон                           | «Тулуза»                               | |                                        |
| 2022                                   | Джош ван дер Флер                      | «Ленстер»                              | |                                        |
| 2023                                   | Грегори Олдритт                        | «Ла-Рошель»                            | |                                        |
| 2024                                   | Антуан Дюпон                           | «Тулуза»                               | |                                        |

## Информационные партнёры
- Великобритания и Ирландия:

Телевидение: BT Sport, Sky Sports.
Радио: BBC Radio, RTÉ, Newstalk.
- Франция: beIN Sports, France Télévisions[40].
- Италия: Sky Italia[41]